# 第一次巴巴里戰爭
第一次巴巴里战争（英語：The First Barbary War，另稱的黎波里战争或巴巴里海岸战争）是1801–05年間美国及瑞典与鄂屬的黎波里之間爆發的戰爭；其時的黎波里名義上為隸屬鄂圖曼帝國的行省，實際上已高度自治至近乎獨立地步。

## 背景概述
从北非阿尔及尔、突尼斯、摩洛哥、的黎波里（巴巴里海岸）来的柏柏尔海盗是地中海苦难的根源。抢劫商船、绑架船员并索要赎金给这些国家的穆斯林统治者提供了财富和海军力量。几个世纪以来，罗马天主教统治者都忙于募集基金并交给海盗救赎被劫人员。
巴巴里海盗攻击了美国商船企图敲诈赎金，美国希望就像欧洲国家执行的标准程序一样做以避免更多冲突。在《巴黎和约》（使美国独立于英国统治）签订前，美国商船在法国大革命期间处于法国的保护下。虽然条约并没有提及北非诸国，但却指出了法国和美国共同的敌人，即北非诸国海盗。海盗攻击美国船只的现象在美国独立战争之后才开始突显，当时美国不再处于法美盟约保护之下。
这导致了美国商船第一次被袭击。1784年10月11日，摩洛哥海盗袭击了双桅帆船「贝齐」号。西班牙政府给美国政府提供了解救船只和船员的意见，但是用朝貢的方式以防止更多的袭击发生。美国驻法大使杰斐逊决定派遣使者前往摩洛哥和阿尔及利亚试图商谈交换船员。摩洛哥是北非诸国中第一个与美国签订条约的（1786年7月23日）。这个条约最终终止了摩洛哥海盗对美国船只的袭击。需要特别指出的是条约的第六条：如果有任何被北非诸国海盗俘虏的美国人来到摩洛哥的城市，应当被立即释放并且被摩洛哥政府保护。
美国同其他北非主要国家的外交比起摩洛哥就沒有什麼收穫。阿尔及利亚对美国的海盗行动开始于1785年7月25日（捕获了纵帆船「玛利亚」和「多芬」）。四个巴巴里海岸国家各自要求660,000美元的贖金，但是美国使者只有40,000美元预算。用外交谈判的手段达成合理的禮金或贖金艰难地前进。「玛利亚」和「多芬」两艘船的船员被羁押了超過十年，期間有更多其他船只的船员陆续被抓。1795年，阿尔及利亚与美国达成协议，释放抓获的115名船员，美国支付一百万美金的赎金。这占了美国财政预算的六分一，同时要求更多的钱财作为不再进一步抢劫的税金。持续的索要最终迫使美国政府于1798年成立美国海军部。目的在于防止海盗进一步袭击美国船只同时终止北非海盗索要赎金。
多封被俘船员的信和证词显示了被俘人员遭受奴隶对待，虽然北非诸国的监押与欧美诸国的奴隸制度有所不同。囚犯们可以获得财富和资产，同时提高自己的地位。其中一个例子是詹姆斯·利安迪·卡斯卡特。他享有阿尔及利亚基督奴隶的最高地位——国王顾问。雖然如此，多數被俘人员依旧被迫做苦工，忍受着疾病和寄生虫的侵袭。由此，美国公民强烈要求政府采取直接措施以阻止海盗对美国船只的袭击。
1785年3月，托马斯·杰斐逊和约翰·亚当斯前往伦敦和的黎波里使者进行沟通。使者这样回应他们：
《可兰经》一书中写到，所有不承认穆罕默德的民族都有罪，这是他们的权利和职责去掠夺、征服、奴役这些民族；每一个在这种冲突中牺牲的穆斯林都能够进入天堂。第一个占领船的人应当拥有一个以上奴隶作为回报，因为当他们跳上甲板的一刹那，每一个船员手中都有一把匕首，他们冒着极大的生命危险完成这些工作。

杰斐逊把谈话内容告诉了外交事务秘书长约翰·杰伊，杰伊把的黎波里大使的言论提交到了國會。杰斐逊表示支付赎金进一步鼓励了袭击行为。尽管约翰·亚当斯同意杰斐逊的观点，但他相信在现行条件下，美国应当继续支付一部分赎金直到美国海军完全建成。美国刚刚经历过一场战争，这使得海军负债累累。支持和反对联邦的势力就国家需要和税收分摊争论不休。杰斐逊一党坚信国家的未来发展在于西部扩张，大西洋的贸易威胁榨干了国家的钱财和精力。美国支付阿尔及利亚赎金，以后15年每年都再支付一百万美金可以使美国船只安全通过。1800年，赎金金额占到了美国政府财政的20%。
杰斐逊继续为终止赎金奔走，华盛顿也给予支持。随着1794年美国海军的正式建成和海军力量的上升，美国最终有实力拒绝支付赎金。

## 宣战和海军封锁
1801年在杰弗逊即将就职总统的前夕，国会通过了新的海军立法：为总统另外提供6艘护卫舰，总统可以直接指挥它们及命令其执行载人指令。处于美国与巴巴里强权即将宣战的紧张形势下，这些舰艇被派遣到利比亚海岸去保护美国的商贸及履行海上义务，同时被命令在任何发现敌方船只的情况下摧毁它们。1801年杰弗逊正式就职总统，的黎波里的帕夏（或称总督）尤素福·卡拉曼勒要求从新政府获得225,000美元（1800年，联邦总收入略高于10,000,000美元）。但杰弗逊坚守了自己一贯的信念并拒绝了这个要求。很快，尤素福·卡拉曼勒向美国宣战。尤素福·卡拉曼勒并没有通过正式的纸质文件宣告战役的开始，而是按照巴巴里的传统方式砍倒了美国领事馆前的旗杆。邻近的阿尔及利亚和突尼斯没有跟随的黎波里的行为。
作为回应，“杰弗逊派出一小股军队前往的黎波里地区保护美国船只和公民的安全，但国会坚持认为他是‘未经宪法，没有国会批准，超越防线’”。杰弗逊对国会说：“我向你们提供了战争的全部信息，你们在行使自己重要职能的时候，应该利用知识，看清形势，慎重的权衡。”尽管后来国会没有投票表示赞成正式宣战，他们授权总统指示指挥官武装船只，抓住的黎波里帕夏所有的船只和货物。

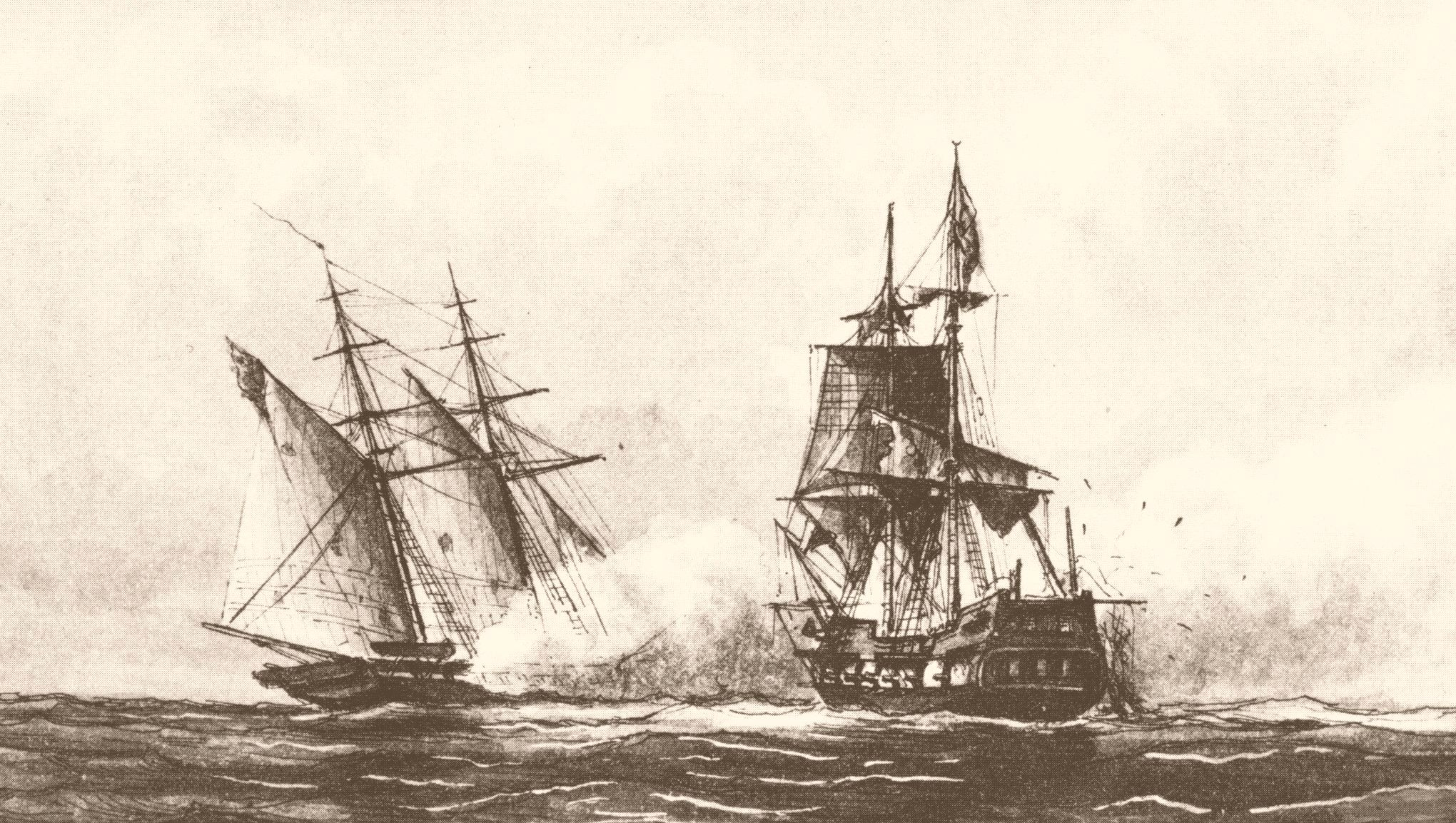
企業號俘獲的黎波里號

1801年1月，经过激烈战斗，企業號帆船击败了有14門炮的“的黎波里号”海盗船。
1802年，为了回应杰弗逊在对付海盗上的权力要求，国会通过了新的法令：允许总统采用武装船只在大西洋、地中海及毗邻海域保卫美国海员及商贸的安全。该法令授权美国船只扣押属于的黎波里海湾的船只，并把捕获的财产分发给带船只进入港口的人们。
尽管如此，美国海军在质疑海面的问题仍然悬而未决。杰弗逊在1803年向国会就此问题进行施压，并在的黎波里地区得到了更多兵力，部署了许多全国最好的军舰，像美国阿格斯号、乞沙比克号、星座号、宪法号、企业号、无畏号、费城号和妖女号都投入了使用。整个1803年，普雷布尔建立和维持封锁北非港口，并执行了一系列突袭和攻击城市的行动。

## 战争经过

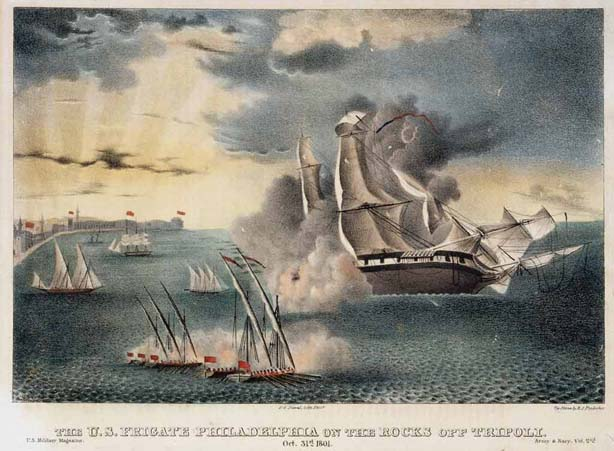
1803年“费城号”在的黎波里附近

1803年10月，美国「费城号」军舰在的黎波里港口巡航时触礁搁浅，的黎波里海军舰队未受丝毫损伤成功俘获该军舰。美方在经受来自的黎波里海岸炮台和海军部队的火力攻击时曾试图让船只浮起，但是没有成功。费城号军舰的船长威廉·班布里奇，以及其他所有的官员和船员都被带上岸当做人质。“费城号”军舰被的黎波里控制，停泊在港口被当做攻击美方的炮台。
1804年2月16日夜，中尉斯蒂芬·迪凯特带领美国第一支海军陆战队的一支小分队，乘着被重命名为「勇气号」的双桅纵帆船，该船是从的黎波里俘获的，躲过「费城号」甲板上的的黎波里守卫，将船划到靠近船的地方，登上了已被俘的费城号甲板。迪凯特带领士兵向的黎波里军舰发起猛攻并战胜了的黎波里的海军守卫。在美军船只的支持下，美国海军陆战队向费城号开火，要摧毁它对敌军的作用。以行动力和勇敢著称的英国皇家海军上将霍雷肖·纳尔逊认为这是“这个时代最为勇敢无畏的一次行动”。
美国“普雷贝尔号”驱逐舰于1804年7月14日袭击的黎波里，进行了一系列草率无果的战斗，其中包括在司令理查德·萨默斯领导下的美国“勇气号”纵火艇发动的一场勇敢但是以失败告终的袭击。配备有炸药的“勇气号”原本打算进入的黎波里港口，与敌军舰队同归于尽，但是在达成这个目标之前，“勇气号”已经被的黎波里的火力摧毁了，萨默斯和他的船员全部遇难。
德尼战争（1805年4月－5月）是战争的转折点。美国前任驻突尼斯领事威廉·伊顿在美国政府的授权下前往埃及希望请回的黎波里王位的合法继承人哈米特·克拉玛尼。哈米特曾被他的兄弟尤瑟夫·克拉玛尼废黜并流放到了埃及。伊顿打算帮助哈米特回到的黎波里并重新登上王位，哈米特同意了他的计划。在哈米特的帮助下，伊顿招募了大约五百名来自阿拉伯、希腊克里特岛以及柏柏尔的希腊雇佣兵。4月27日，总指挥伊顿和美国海军陆战队第一任中尉普雷斯利·奥班诺带领一支由美国海军陆战队和从埃及亚历山大港行军跨过利比亚沙漠的五百名希腊雇佣兵组成的联合军队，展开了对的黎波里德尼城的进攻。伊顿将他的兵力分成两路，由哈米特带领阿拉伯士兵向西南行进以阻断的黎波里的道路，之后攻击城市的左翼并向守卫较为薄弱的统治者的宫殿发起猛攻。与此同时，伊顿带领余下的雇佣兵和海军陆战队攻击海港堡垒，其它船只向防卫严密的港口炮台开火。下午2点45分，奥班诺和海军陆战队首先发动进攻。的黎波里的大量兵力被调遣守卫港口，这也使得哈米特带领的雇佣兵成功阻断道路并且到达城市西部。伊顿在手腕被枪打伤的情况下带领军队翻过城墙，的黎波里守卫留下了已经装上炸弹的大炮迅速逃跑。哈米特在这时也控制住了统治者的宫殿和城镇的西部。许多慌忙撤退的海港堡垒上的士兵穿过城镇时正好落入哈米特的兵力之中。下午4点，整座城市都被攻占。这是美国历史上第一次胜利地将美国国旗在他国领土上升起。

## 和平条约及后续影响
和平友好条约于1805年6月4号签署，原本有英语和阿拉伯语两个版本。该条约共包括二十个条款，第一个条款内容如下：
从签署条约即日起，美利坚合众国总统及公民和巴巴里地区的黎波里摄政区的省长和臣民实现和平，这是普遍、不可违抗和更改的事实，并且双方缔结真诚的友谊，这是由双方共同批准的，也是根据最惠国待遇的条款签署的。如果其中任何一方要给予任何一国在航海或商贸方面的特权或优惠，如果该特权或优惠是在自由的情况下给予的，就立刻适用于另外一方。如果是有附加条件，另外一方可以有接受、修改或拒绝的权力，并且这些条件要最大化地实现彼此的利益。
杰佛逊政府在同意为美国囚徒偿付60,000美元的时候，提出了要区分进贡和赎金这两个概念。当时，有些人认为把水手买回来，让他们摆脱奴役是结束战争的一个公平交换。但是威廉·伊顿在他后来的一生中都感到很后悔，认为他的努力都因国务院的外交官托比斯·里尔付诸东流。伊顿和有些人认为应该用抓捕了德尔那作为交换条件，释放了所有美国囚徒而不用拿这么多赎金。另外，伊顿认为美国已经做出了让步，答应把哈米特·克拉玛尼放回国，继续担任的黎波里的领袖。但是伊顿的抱怨并没有得到足够的重视，尤其是人们已经把注意力转到了紧张的国际关系上，这也最终引发了1812年战争。
第一次巴巴里战争对美国的影响是喜忧参半的。一方面，它提升了美国军队的名声是有好处的。到战争之前为止，美国军队的各方面实力都没太进行过检测。这次战争显示出美国是可以在远离领土的地方进行作战，美国军队也具备一定的凝聚力协同作战，而不是作为各州的军队进行作战。美国的海军和陆战队永久地成为了美国政府和历史的一部分，迪凯特作为美国第一个后革命时代的战争英雄回到了美国。
另一方面，引发战争的根本问题并未完全解决。第一次巴巴里战争对于美国来说是半途而废，其中一大原因是欧洲的形式发生了变化。在第一次巴巴里战争初期，英国和法国及其各自的盟国在海上针锋相对，美国是中立国，对于美国海军在地中海的军事行动，双方都不干预。而且当时美国和英国关系好，美国海军可以利用皇家海军的基地，英国方面在处理事务上也偏向美国。可是在特拉法尔加海战之后，皇家海军没有了对手，地中海就没有美国海军的活动空间，英国的对美政策也从拉拢转向挤压，导致1812年战争。第一次巴巴里战争的结局，对于欧洲国家来说是大胜，因为欧洲国家以往对付巴巴里诸国，最好的结局是在大兵压境、一通轰炸后折价买走部分白奴，或者签署个便宜的和约。美国用6万美元换了300个俘虏，外加免除保护费，还趁机和摩洛哥、突尼斯都签署了优惠条约，按伊顿所说，是近百年来基督教国家和巴巴里诸国所签署的最有利的和约。但是，对于美国来说，这是一次未完成的任务，美国并没有战胜对手。麦迪逊不甘心这个结局，因为他和杰佛逊一样，坚信和平是免费的、和平是用不着购买的，他要的是贸易的自由和海员的人权。从1807年，阿尔及尔人又回去把美国船舰和水手作为人质，但由于当时美国已逐步陷入到1812年战争，直到1815年才得以应对这些挑衅行为，随后就爆发了第二次巴巴里战争。
不管怎样，据称此战为美军的第一场海外战争，也是美国历史上第一次海外“政权更替”军事行动，也对现在美国和利比亚之间的关系有着深远的影响。

## 的黎波里纪念碑
“的黎波里纪念碑”，作为美国历史最悠久的军事纪念碑，予以那些在第一次巴巴里战争中热血奋战的英雄尊敬与荣耀。他们是大司令理查德·萨默斯，海军上尉詹姆斯·考德威尔，詹姆斯·迪凯特（史蒂芬·迪凯特的兄弟），亨利·沃兹沃斯，约瑟夫·伊萨利和约翰·多尔西。“的黎波里纪念碑”始建于1806年，由卡雷拉大理石雕刻而成。它在意大利完工时被称为“海军纪念碑”，然后被当做“宪法号”帆船护卫舰（美国在1812年战争中所用的装甲军舰）的压舱物运送到美国。它曾从原先所在的华盛顿海军工厂迁移到美国国会大厦的西侧平台上，最后于1860年，定址于马里兰州安纳波利斯的美国海军学院。
这座美国最古老的军事纪念碑标榜着在巴巴里海岸对抗海盗的英雄们，这是新聯邦的第一次战争。1804年，杰弗逊总统命令势单力薄的国家海军去地中海为商船护航，以维护新兴美国的海上贸易，免于不停地向海盗支付保护费。“绝对防御，绝无进贡”成为了这场战争的战斗口号。杰弗逊建立了美国的海外扩张主义，并为美国海军的成立做出了不可或缺的贡献。
纪念碑的翻新工作在海军上校沃伦B.约翰逊的指导下在2000年6月顺利完工，同时也要感谢中将艾略特H.布莱恩特和米丽娅姆H.布莱恩特的资助和来自的黎波里纪念碑保护委员会的朋友们。
纪念碑上的刻字：
对荣耀的执着激励着他们，名誉为他们的善行加冕，历史记录了这伟大的战役，哥伦比亚的子孙崇敬他们，而他们守护的贸易成功为他们的逝去而哀悼。
让我们永远铭记在战争中逝去的英雄——大司令理查德·萨默斯，海军上尉詹姆斯·考德威尔，詹姆斯·迪凯特，亨利·沃兹沃斯，约瑟夫·伊萨利和约翰·多尔西。他们在美国独立的第二十八个年头在的黎波里为了荣耀与国家利益而永远的牺牲。
为纪念我们的英雄，表达对他们的尊敬和对他们值得任何人学习的英勇的崇仰，他们的兄弟同僚建造了这块纪念碑。

“的黎波里纪念碑”在十七世纪以富含寓意的风格建造而成，因此当代的美国人不太容易理解这样一件艺术品。当年，雕塑家运用类人造型来描绘荣耀、名誉、历史和贸易。它高十五英尺，但当被移到国会大厦前的时候给它添加了一大块石座。为建造的黎波里纪念碑，雕塑家耗费了五十二块意大利卡雷拉大理石，而这五十二块大理石正是来自米开朗基罗曾使用的同一片石场。
纪念碑中心的船头柱是仿制的罗马竞技场里的那一个。它包含了敌船的船头被占领的画面。在柱子顶上是美国老鹰，谣传美国海军军官制服上的金色纽扣就是从这里仿制而来。那个在柱子侧面的有翼天使形象常常被误解成为希腊胜利女神像，而实际上它代表着名誉。在一个角落里，历史在石碑上记录着那些值得我们学习和纪念的英雄们。贸易这一形象赞颂着为美国商队在巴巴里海岸进行贸易来往护航的地中海舰队的英勇无畏。这是一种意大利的诠释方式，它代表了一个年轻的国度，向西扩张，像一个孩子一样想要掌控一切。这种描述代表着哥伦比亚，也就是现在的美洲。一些保护者推测说，这四个形象正代表着美国最初的目标。据他们猜测，纪念碑的构造在1830年从海军工厂移到美国国会大厦西侧平台时进行了调整。的黎波里纪念碑是这个国家最古老的纪念碑，同时也是第一个被美国国会所接受的纪念碑。

## 补充书目
- Adams, Henry Brooks,  Library of America, 19861891
- Boot, Max. . New York: Basic Books. 2003. ISBN 046500721X.
- Daugherty, Leo J. . McFarland. 2009  [2012-05-07]. ISBN 978-0-7864-3796-2. （原始内容存档于2013-06-09）.
- De Kay, James Tertius, , Free Press, 2004
- Lambert, Frank, , New York: Hill and Wang, 2005, ISBN 978-0-8090-9533-9
- Oren, Michael B., , New York: W.W. Norton & Co, 2007, ISBN 978-0-393-33030-4
- Smethurst, David, , New York: Presidio Press, 2006
- Toll, Ian W., , W. W. Norton, 2006, ISBN 978-0-393-05847-5
- Wheelan, Joseph, , New York: Carroll & Graf, 2003
- Zacks, Richard, , New York: Hyperion, 2005